# Belmonte de Tajo
Belmonte de Tajo là một đô thị trong Cộng đồng Madrid, Tây Ban Nha. Đô thị này có diện tích 23,7 km², dân số theo điều tra năm 2010 của Viện thống kê quốc gia Tây Ban Nha là 1488 người. Đô thị này nằm ở khu vực có độ cao 750 mét trên mực nước biển.